# この世界で9番目ぐらいな俺、異世界人の監視役に駆り出されました
『この世界で9番目ぐらいな俺、異世界人の監視役に駆り出されました』（このせかいできゅうばんめぐらいなおれ、いせかいじんのかんしやくにかりだされました）は、東雲立風によるライトノベル及びそれを原作とする漫画作品である。

## 概要
本作は2017年9月より「小説家になろう」に投稿されているオンライン小説である。あれっくすがイラストを担当する書籍版が、2018年4月から12月まで角川スニーカー文庫（KADOKAWA）より出版された。なお書籍版はネット版とは展開が異なり、第1巻発刊時には「はも」の描く試し読み漫画も公開された。
青木ユウの作画によるコミカライズが、comicブースト（幻冬舎コミックス）において2019年7月2日から2020年9月22日まで連載され、単行本が2019年12月24日から2020年9月24日までバーズコミックス（幻冬舎コミックス）より全2巻が発売された。コミカライズの単行本第1巻には原作者である東雲立風の書き下ろし小説も収録されている。
2020年12月に「小説家になろう」サイトで投稿された同作品の話のあとがきで、書籍版の4巻目が出版されないということが作者から語られている。

## あらすじ
魔王でも恐れる人類最強の9人が属する組織「災厄の数字」の一員で、暗殺や戦闘を生業としており、世界で9番目くらいの実力を持つ最強の氷術の使い手で「絶氷」の異名を持つクレス・アリシアは、優秀な生徒の集まる魔術学園に生徒として潜入して、春に「東の国」ニホンより異世界召喚された4人の個性的な勇者たちを監視するという任務を言い渡された。

## 登場人物

### 魔術学園関係者
クレス・アリシア
本作の主人公。「絶氷」の異名を持ち、世界で9番目の厄災として認知されている「災厄の数字」のメンバー。容姿から女性と見間違われることがよくある。
マイ・ハルカゼ
召喚された勇者の一人で、「聖女」の異名を持つ。
コウキ・スガヌマ
召喚された勇者の一人。
リンカ・ワドウ
召喚された勇者の一人。
ユウト・ケンザキ
召喚された勇者の一人。勇者たちのリーダーを自称している。

### 学園外のクレスの関係者
エルレブン
クレスの「異能」。
エリザ
1番目の「厄災」で、世界最強の存在と謳われる人物。クレスに勇者たちの監視を命じた張本人。
セローナ・レントナー
2番目の「厄災」で、「災厄の数字」では「1」の補佐に務めている。
アウナ・サンスクリット
5番目の「厄災」で、クレスとは相棒関係となっている。
ボーン・ボンボーン
8番目の「厄災」。

## 既刊一覧

### 小説
- 東雲立風（著）・あれっくす（イラスト） 『この世界で9番目ぐらいな俺、異世界人の監視役に駆り出されました』 KADOKAWA〈角川スニーカー文庫〉、全3巻
  1. 2018年4月1日発売[7]、ISBN 978-4-04-106859-5
  2. 2018年8月1日発売[8]、ISBN 978-4-04-106860-1
  3. 2018年12月1日発売[9]、ISBN 978-4-04-107839-6

### 漫画
- 東雲立風（原作）・あれっくす（キャラクター原案）・青木ユウ（作画） 『この世界で9番目ぐらいな俺、異世界人の監視役に駆り出されました』 幻冬舎コミックス〈バーズコミックス〉、全2巻
  1. 2019年12月24日発売[10]、ISBN 978-4-344-84576-3
  2. 2020年9月24日発売[11]、ISBN 978-4-344-84709-5